# Lucija Zaninović
Lucija Zaninović, född den 26 juni 1987 i Split, är en kroatisk taekwondoutövare.
Hon tog OS-brons i flugviktsklassen i samband med de olympiska taekwondo-turneringarna 2012 i London.